# 陈立柱
陈立柱（1963年—），安徽灵璧人，享受国务院政府特殊津贴专家，华南师范大学教授。

## 生平
1986年毕业于安徽师范大学历史系，毕业后分配至宿州师范专科学校（现宿州学院）任教。1999年调至安徽省社会科学院工作，曾任历史研究所所长。2012年于安徽大学获博士学位。2016年调至华南师范大学，现任华南师范大学历史文化学院教授。

## 学术贡献
主持国家社科基金项目等课题多项，发表学术论文60余篇。研究成果曾获安徽省哲学社会科学文学艺术奖（社科类）一等奖。先后入选安徽省学术和技术带头人，全国宣传文化系统文化名家暨“四个一批”人才，国家高层次人才特殊支持计划领军人才。

## 著作
- 《史学概论》（合著）（1991年，东方出版社）
- 《近代西方殖民主义史》（合著）（1995年，中国档案出版社）
- 《安徽农村税费改革实践与探索》（合著）（2001年，当代中国出版社）
- 《当代安徽概览》（合著）（2003年，当代中国出版社）
- 《汉书故事精讲》（合著）（2005年，安徽文艺出版社）
- 《安徽城镇变迁研究》（合著）（2014年，安徽人民出版社）